# Бели локвањ
Бели локвањ (Nymphaea alba) је водена биљка са пливајућим листовима која припада фамилији локвања (Nymphaeaceae). Карактеришу је крупни цветови чија боја даје један део имена ове биљке (лат. albus значи бео). Други део имена потиче из грчке митологије у којој постоји прича о томе како се једна од нимфи преобратила у локвањ. 
Данас је ова биљка пред истребљењем због уништавања њеног природног станишта – мочвара, које се убрзано исушују. Бели локвањ је строго заштићена врста у флори Србије.

## Галерија
- Детаљи цвета
- Детаљи цвета
- Станиште белог локвања Обедска бара
- Бели локвањ